# Shirley Jones
Shirley Jones (31. ožujka 1934.) američka je pjevačica te filmska, televizijska i kazališna glumica, dobitnica Oscara za najbolju sporednu glumicu (1960. godine). 

## Životopis
Shirley Mae Jones rođena je u gradu Charleroi, savezna država Pennsylvania. Ime je dobila po popularnoj dječjoj zvijezdi Shirley Temple. Od ranog je djetinjstva učila pjevati te je, nakon završene srednje škole, otišla u New York kako bi se pokušala probiti na Broadwayu, što joj je u kratkom vremenu i uspjelo. Glumila je u mjuziklima, a ubrzo je debitirala i na filmu. Godine 1955. povjerena joj je manja uloga u mjuziklu Oklahoma!, filmskoj adaptaciji popularnog brodvejskog komada.
Jones se usporedno nastavila pojavljivati na filmu i u kazalištu. Za ulogu prostitutke Lulu Bains u drami Elmer Gantry iz 1960. nagrađena je Oscarom za najbolju sporednu glumicu.
Američkoj je publici Jones najpoznatija po ulozi u sitcomu "The Partridge Family", koji se početkom 1970-ih prikazivao na mreži ABC.
U posljednjih se nekoliko desetljeća Shirley Jones većinom pojavljivala na televiziji, a izdala je i brojne albume, većinom glazbe iz mjuzikla i TV serija. Također je, zajedno sa suprugom Martyjem Ingelsom, vlasnica dućana sa slatkišima na Beverly Hillsu.

## Vanjske poveznice
- Službena stranica  Arhivirana inačica izvorne stranice od 4. veljače 2019. (Wayback Machine) (engl.)
- Shirley Jones u internetskoj bazi filmova IMDb-u (engl.)